# 今村雅弘
今村雅弘（1947年1月7日—），日本政治家，出身於佐賀縣鹿島市，為自由民主黨的眾議院議員議員（7次當選）。在自民黨內屬於二階派（志帥會）。
歷任農林水産副大臣（第1次安倍改造內閣、福田康夫內閣）、外務大臣政務官（第1次小泉內閣）、國土交通大臣政務官（第2次森改造內閣）、眾議院決算行政監視委員長及復興大臣（第3次安倍再改造內閣）等職位。
2017年4月25日，今村在自民黨晚宴會上脫口而出「（311大地震）發生在東北地區真是太好了，如靠近首都圈（東京），會造成莫大、甚大的損失。」，引發受災區居民撻伐。今村為此失言道歉，且辭去復興大臣一職，首相安倍晉三也表示「今村的發言是傷害東北民眾極為不適當的發言。我身為首相，首先請讓我致歉。」

## 荣誉

### 外国勋章奖章
- 友好合作骑士勋章（柬埔寨，2025年6月17日于东京颁发[3][4]）

## 外部連結
- 官方網站（页面存档备份，存于）

| 議會席位                            | 議會席位                                               | 議會席位                            |
| ----------------------------------- | ------------------------------------------------------ | ----------------------------------- |
| 前任： 伊藤信太郎                   | 眾議院東日本大震災復興特別委員長 第7代：2016年—2017年  | 繼任： 吉野正芳                     |
| 前任： 梶山弘志                     | 眾議院國土交通委員長 2014年—2016年                     | 繼任： 谷公一                       |
| 前任： 川端達夫                     | 眾議院決算行政監視委員長 2009年—2010年                 | 繼任： 大村秀章                     |
| 官衔                                |                                                        |                                     |
| 前任： 山本拓 國井正幸              | 農林水産副大臣 與岩永浩美一起 2007年—2008年            | 繼任： 近藤基彥 石田祝稔            |
| 前任： 小島敏男、山口泰明、丸谷佳織 | 外務大臣政務官 與松浪健四郎、水野賢一一起 2002年       | 繼任： 日出英輔、土屋品子、新藤義孝 |
| 前任： （創設）                     | 國土交通大臣政務官 與吉田六左衛門、岩井國臣一起 2001年 | 繼任： 木村隆秀、田中和德、木村仁   |
| 前任： 高木毅                       | 復興大臣 第6代：2016年—2017年                          | 繼任： 吉野正芳                     |